# Vägpunkt
Vägpunkt (eller waypoint) är en referenspunkt i ett fysiskt rum som används för navigationsändamål. Den består av en mängd koordinater.
För navigering på jorden består vägpunkten vanligen av longitud och latitud. Ibland ingår även altitud, särskilt för luftnavigering. Vägpunkter har blivit allmänt använda för navigationsändamål av lekmän efter utvecklandet av avancerade navigationssystem, som exempelvis Global Positioning System (GPS) och vissa andra typer av radionavigation.